# Unión Deportiva Gáldar
La Unión Deportiva Gáldar és un club de futbol amb seu a Gáldar, Las Palmas, a la comunitat autònoma de les Illes Canàries. Fundat l'any 1988 juga a la Preferent de Las Palmas, i celebra els partits a casa a l'Estadi Barrial, amb una capacitat de 5.000 localitats.

## Temporada a temporada
| Temporada | Divisió  | Posició | Copa del Rei |
| --------- | -------- | ------- | ------------ |
| 1988–91   | Regional | —       |              |
| 1991/92   | 3a       | 4t      |              |
| 1992/93   | 3a       | 15è     |              |
| 1993/94   | 3a       | 5è      |              |
| 1994/95   | 3a       | 4t      |              |
| 1995/96   | 2a B     | 15è     |              |
| 1996/97   | 2a B     | 10è     |              |
| 1997/98   | 2a B     | 17è     |              |
| 1998/99   | 3a       | 8è      |              |
| 1999/00   | 3a       | 12è     |              |
| 2000/01   | 3a       | 8è      |              |

| Temporada | Divisió    | Posició | Copa del Rei |
| --------- | ---------- | ------- | ------------ |
| 2001/02   | 3a         | 9è      |              |
| 2002/03   | 3a         | 6è      |              |
| 2003/04   | 3a         | 5è      |              |
| 2004/05   | 3a         | 7è      |              |
| 2005/06   | 3a         | 8è      |              |
| 2006/07   | 3a         | 9è      |              |
| 2007/08   | 3a         | 3r      |              |
| 2008/09   | 3a         | 7è      |              |
| 2009/10   | 3a         | 19è     |              |
| 2010/11   | Reg. Pref. | 5è      |              |
| 2011/12   | Reg. Pref. | —       |              |

- 3 temporades a Segona Divisió B
- 16 temporades a Tercera Divisió

## Jugadors notables
- Jon Bakero
- Jordi Ocaña
- Kiko Ratón
- Federico Fuentes
- Luis Reyes
- Juan Carlos Socorro